# 광주시 (경기 선거구)
광주시는 대한민국의 옛 국회의원 선거구이다. 당시 경기도 광주시 전 지역을 관할하였다.

## 역사
2001년 3월 21일을 기해 광주군이 광주시로 승격되었다. 이에 대한민국 제17대 국회의원 선거를 앞두고 광주군 선거구가 광주시 선거구로 개편되었다. 
제20대 국회의원 선거를 앞두고 광주시의 인구 증가로 인하여 광주시 선거구가 광주시 갑과 광주시 을로 분구되면서 폐지되었다.

## 역대 국회의원
| 선거   | 정당 | 정당     | 의원   |
| ------ | ---- | -------- | ------ |
| 2004년 |      | 한나라당 | 박혁규 |
| 2005년 |      | 한나라당 | 정진섭 |
| 2008년 |      | 한나라당 | 정진섭 |
| 2012년 |      | 새누리당 | 노철래 |

## 역대 선거 결과

### 대한민국 제17대 국회의원 선거
|  | 44.44% |

|  | 43.66% |

|  | 10.93% |

|  | 0.95% |

### 2005년 대한민국 재보궐선거
|  | 33.15% |

|  | 30.84% |

|  | 17.58% |

|  | 14.17% |

|  | 3.70% |

|  | 0.54% |

### 대한민국 제18대 국회의원 선거
|  | 59.19% |

|  | 27.26% |

|  | 9.26% |

|  | 4.26% |

### 대한민국 제19대 국회의원 선거
|  | 47.27% |

|  | 45.66% |

|  | 4.30% |

|  | 2.75% |